# Xã Hugo, Quận Steele, Bắc Dakota
Xã Hugo (tiếng Anh: Hugo Township) là một xã thuộc quận Steele, tiểu bang Bắc Dakota, Hoa Kỳ. Năm 2010, dân số của xã này là 43 người.